# Čužnja vas
Čužnja vas is een plaats in Slovenië en maakt deel uit van de gemeente Mokronog-Trebelno in de NUTS-3-regio Jugovzhodna Slovenija. De plaats telde 132 inwoners op 1 januari 2020.

## Geboren
- Lojze Peterle (1948), politicus en diplomaat